# Tug of War (canción)
«Tug of War» es una canción compuesta por el músico británico Paul McCartney y publicada en el álbum de estudio de 1982 Tug of War. La canción fue publicada como sencillo promocional del álbum y alcanzó el puesto 53 tanto en la lista británica UK Singles Chart como en la lista estadounidense Billboard Hot 100.

## Publicación
«Tug of War» fue publicado en formato vinilo de 7 pulgadas con la canción «Get It» como cara B. La revista musical Rolling Stone describió «Tug of War» como el equivalente de McCartney a la canción «Imagine» de John Lennon. La canción tiene una división entre versos que incluyen letras tristes sobre la lucha por la supervivencia y la necesidad del conflicto (referido con las palabras «pushing and pulling», que puede traducirse al español como: «Empujar y tirar») en contraposición a un estribillo esperanzador, en el que McCartney busca un futuro donde no sea necesaria la lucha.
La publicación de «Tug of War» como sencillo fue acompañada de un videoclip que alterna imágenes de McCartney tocando la guitarra y haciendo mímica de la canción con imágenes del juego de la soga. El videoclip fue recopilado en el DVD de 2007 The McCartney Years. 

## Lista de canciones
Vinilo de 7"
1. «Tug Of War»
2. «Get It» (con Carl Perkins)